# Two Lights
Two Lights è il quarto album del cantante statunitense Five for Fighting, pubblicato nel 2006.

## Tracce
1. Freedom Never Cries – 4:22
2. World – 3:52
3. California Justice – 4:22
4. The Riddle – 3:49
5. Two Lights – 4:45
6. 65 Mustang – 4:22
7. I Just Love You – 4:02
8. Policeman's Xmas Party – 4:09
9. Road To Heaven – 5:36
10. Johnny America – 4:14